# Condecoración de Honor (Bundeswehr)
Las Condecoraciones o Distinciones de Honor de la Bundeswehr (en alemán: Ehrenzeichen der Bundeswehr) son una serie de condecoraciones militares de las Fuerzas Armadas de Alemania, las únicas concedidas en la actualidad a militares de ese país. Se han otorgado en sus modalidades más genéricas desde 1980, con motivo del 25.º aniversario de la fundación de la Bundeswehr, después de décadas sin una condecoración similar desde el fin de la Segunda Guerra Mundial. Actualmente existen cinco modalidades de esta distinción (y dos submodalidades), la máxima siendo la Cruz de Honor al Valor (en vigor desde 2008).

## Historia y modalidades
Tras el establecimiento de la República Federal de Alemania en 1949, las autoridades alemanas, dentro de las limitaciones impuestas por los Aliados occidentales de la Segunda Guerra Mundial, intentaron alejarse de todo sentido de militarismo. En 1955 se fundó la Bundeswehr, con un mandato bien alejado de las fuerzas armadas alemanas anteriores a 1945. Como parte del intento de distanciamiento de actos pasados, la Bundeswehr, a partir de una tradición más unitaria y una pronunciada separación de la política —sobre todo de la política militarista—, tuvo que lidiar con el tema de las condecoraciones entregadas a militares alemanes (que no se consideraban veteranos de la Bundeswehr, pues se suponía que no era una continuación de la Wehrmacht ni de la Reichswehr), y sobre todo la gran cantidad de medallas del tipo de la Cruz de Hierro entregadas en las dos guerras, muchas veces como alicientes o premios particulares, además de ser concedidas a muchos miembros de las SS que habían cometido crímenes de guerra.
Al margen del diseño de la medalla, que durante el Tercer Reich llevaba la esvástica grabada (un símbolo ilegal en la actualidad), se debatía la propia vigencia de este tipo de condecoraciones (una ley de 1957 permitía la presentación en público de «medallas desnazificadas» por sus receptores, pero carentes de vigencia militar), y a partir de ahí la cuestión de las distinciones que sucederían. Ya que la Bundeswehr no se había concebido «ni para guerras de conquista ni para heroísmos», sino netamente para la defensa de las fronteras de la Alemania Occidental (en pleno apogeo de la Guerra Fría), siéndole prohibido además el uso de algunos tipos de acciones durante años, se decantó por prescindir de cualquier forma de distinción por actos de valentía o heroísmo (lo cual se consideraba «tradición militarista»). La Cruz de Hierro no está reconocida actualmente por las Fuerzas Armadas alemanas como una condecoración válida ni puede llevarse en el uniforme. Si bien, el símbolo en sí se convirtió en emblema de la Bundeswehr, con un estilo más actualizado, que en la última década cuenta además con un color más «pacífico y moderno» —el azul—, además de marcar los principales vehículos terrestres y aéreos (en este caso, una cruz blanca abierta).
En consecuencia, las Fuerzas Armadas alemanas carecían durante años de una condecoración propia y modernizada, un tema que saltaba de vez en cuando al debate público y, naturalmente, entre las filas de la propia organización militar. En 1980, con motivo del 25.º aniversario de la creación de la Bundeswehr, se establecieron las condecoraciones modernas de las fuerzas armadas alemanas, reconociendo el servicio ejemplar, el servicio meritorio y la excelencia. Recibiendo el nombre de Condecoraciones de Honor (Ehrenzeichen der Bundeswehr), fueron promovidas por el entonces ministro de Defensa Hans Apel (SPD) y aprobadas por el presidente alemán Karl Carstens. Alemania en este punto aún estaba dividida en dos Estados, cada uno con una experiencia militar acumulada durante dos décadas y media de Guerra Fría, por lo que se buscaba un sistema de distinciones que reconociera la labor de los militares en una organización ya con cierta trayectoria y estabilidad.
Las nuevas distinciones se dividían en dos tipos (aún vigentes en la actualidad): uno para militares con más de siete meses de servicio marcadamente ejemplar, en forma de medalla redonda, y el otro para militares con más de 5 años de servicio meritorio de tal condecoración, en forma de una cruz patada (con la misma medalla de tamaño reducido formando el centro de la cruz). De este modo guardan relación tanto en forma como en nombre con las antiguas condecoraciones de Honor de Prusia. La medalla redonda presenta la imagen del águila alemana pequeña sobre una cruz blanca, con hojas de roble en el contorno. Durante casi tres décadas, estas fueron las únicas condecoraciones concedidas por la Bundeswehr, premiando méritos como la excelencia y la ejemplaridad por delante de conceptos como valentía o heroísmo. Las primeras condecoraciones se entregaron el 6 de noviembre de 1980. Tras la reunificación de Alemania en 1991, la integración de militares de la RDA en la Bundeswehr significaba la derogación de las medallas concedidas por el Ejército Popular.
En la década de 2000, siendo Alemania un miembro importante de la OTAN y un país que había participado en operaciones militares combativas (todas en misiones de la ONU), volvió a surgir el reclamo por el reconocimiento del heroísmo individual por medio de una medalla dedicada, al igual que en otras fuerzas armadas (incluidas las que compartían las mismas misiones con las tropas alemanas en Oriente Medio). Incluso se llegó a reclamar la restauración de la Cruz de Hierro (particularmente entre los nostálgicos). El Gobierno alemán, quien había intentado durante décadas evitar la concesión de medallas con este significado, tuvo que lidiar con este tema, sobre todo después de una interpelación al Bundestag realizada por un alférez de la Fuerza Aérea alemana para volver a conceder la Cruz de Hierro.

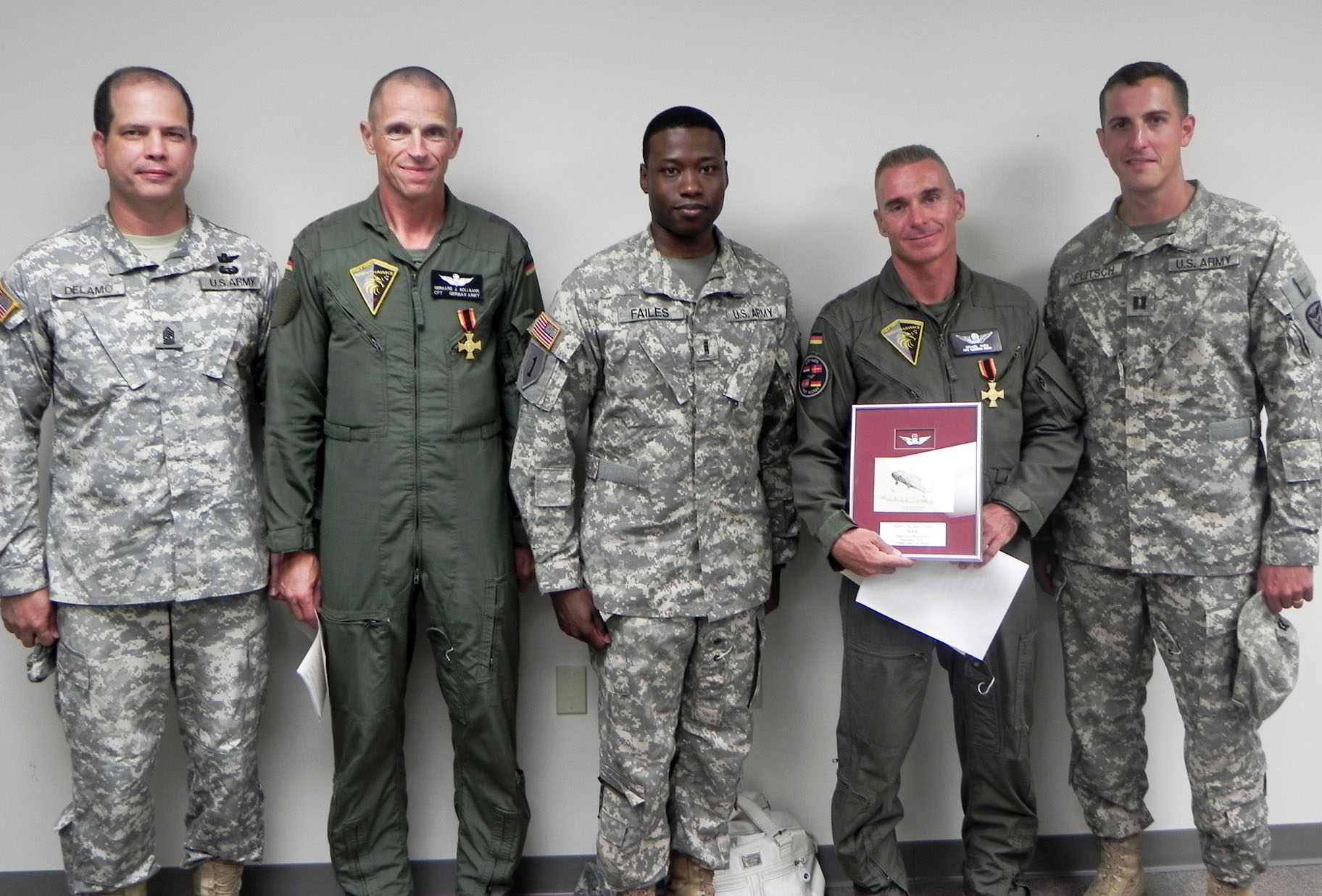
La Cruz de Honor de oro concedida a dos instructores de vuelo de la Luftwaffe por más de dos décadas de servicio ejemplar.

En 2008 se introdujo una reforma en el sistema de Condecoraciones de Honor de la Bundeswehr, que, siendo ya una organización con una considerable tradición militar moderna, consideraba insuficientes los plazos de servicio contemplados en el sistema original. Se resolvió, por tanto, incorporar tres niveles a la distinción en forma de cruz, basados en tres colores —bronce, plata y oro—, concedidas por reconocimiento al servicio ejemplar tras 5, 10 y 20 años de servicio, respectivamente. Sin embargo, para muchos, la condecoración por ejemplaridad y tiempo de servicio no era suficiente debido al aumento de despliegues de la Bundeswehr en el extranjero, que planteaban «grandes exigencias y peligros para la vida y la integridad física».      
En marzo de 2008 se produjo una controversia, después de que el diputado de la CDU y presidente de la Asociación de Reservistas de la Bundeswehr, Ernst-Reinhard Beck, pidiera públicamente la restauración de la Cruz de Hierro. Los críticos volvieron a señalar el uso indebido de la condecoración por los nazis y la tradición histórica como condecoración de guerra, mientras que los partidarios recordaron su uso símbolo durante las guerras de liberación contra el dominio napoleónico. Aunque la Cruz de Hierro no fuera restituida, sí se presentó el 13 de agosto de ese año un proyecto de ley sobre la concesión de tres condecoraciones por acciones de valentía en combate: las cruces de oro y plata bordeadas de rojo, y una cruz de oro con el añadido de las simbólicas hojas de laurel en color dorado oscuro (tejidas en la banda o el gafete). Las medallas bordeadas de rojo tienen el mismo nivel que las que no llevan este marco. Estas condecoraciones fueron promovidas por el entonces ministro de Defensa Franz Josef Jung (CDU), del Gabinete de Angela Merkel, y aprobadas por el presidente federal Horst Köhler el 18 de septiembre de 2008. Para desvincularlas de la Cruz de Hierro, el modelo de concesión aprobado se inspiró en la Cruz al Mérito de Guerra (Kriegsverdienstkreuz), que a su vez se había inspirado en la orden de los Estados Federados del Imperio Alemán (Bundesstaaten des Deutschen Reiches) tras la Primera Guerra Mundial.      
El conjunto de distinciones (incluidas las medallas básicas) reciben el nombre de Condecoraciones de Honor (Ehrenzeichen der Bundeswehr), mientras que las distinciones en forma de cruz (que son la mayoría) se conocen como Cruz de Honor (Ehrenkreuz der Bundeswehr). Desde la introducción de la Cruz de Honor al Valor, ya no se concede la medalla de la Orden del Mérito de la República Federal de Alemania por acciones militares excepcionalmente valerosos.

### Imágenes de las distintas modalidades
| Medalla de Honor                                            | Cruz de Honor de bronce                                    | Cruz de Honor de plata                                      | Cruz de Honor de plata                                     | Cruz de Honor de oro                                        | Cruz de Honor de oro                                      | Cruz de Honor al Valor                                    |
| Ehrenmedaille der BW                                        | Ehrenkreuz der BW in Bronze                                | Ehrenkreuz der BW in Silber                                 | Ehrenkreuz der BW in Silber                                | Ehrenkreuz der BW in Gold                                   | Ehrenkreuz der BW in Gold                                 | Ehrenkreuz für Tapferkeit                                 |
|                                                             |                                                            |                                                             | —grado especial— in besonderer Ausführung                  |                                                             | —grado especial— in besonderer Ausführung                 |                                                           |
|                                                             |                                                            |                                                             |                                                            |                                                             |                                                           |                                                           |
|                                                             |                                                            |                                                             |                                                            |                                                             |                                                           |                                                           |
| Servicio ejemplar o logros meritorios (serv. mín.: 7 meses) | Servicio ejemplar o logros meritorios (serv. mín.: 5 años) | Servicio ejemplar o logros meritorios (serv. mín.: 10 años) |                                                            | Servicio ejemplar o logros meritorios (serv. mín.: 20 años) |                                                           |                                                           |
| Servicio ejemplar o logros meritorios (serv. mín.: 7 meses) | Servicio ejemplar o logros meritorios (serv. mín.: 5 años) | Servicio ejemplar o logros meritorios (serv. mín.: 10 años) | Actos excepcionales de valentía en combate (segundo nivel) | Servicio ejemplar o logros meritorios (serv. mín.: 20 años) | Actos excepcionales de valentía en combate (primer nivel) | Actos excepcionales de valentía en combate (nivel máximo) |

## Legislación y protocolo
En el procedimiento habitual, la propuesta de condecoración debe ser presentada por los superiores directos del militar (en el caso de las condecoraciones especiales, inmediatamente después del acto de valor). La recomendación debe ir acompañada de una exposición de motivos por escrito, incluido el fundamento de la nominación para la condecoración concreta a la que se aspira. Tras ser presentada por el superior directo, la recomendación debe recibir el visto bueno de los superiores jerárquicos de la rama militar, quienes deben pronunciarse al respecto dentro de un período de tiempo estipulado. Por regla general, el oficial que tenga el mando superior de la unidad a la que pertenece el receptor de la medalla, es quien entrega la condecoración. Sin embargo, en el caso de las medallas especiales, muchas veces su entrega se ha convertido en un acto político o a un nivel más alto en la jerarquía militar. En el caso de las Cruces de Honor al Valor, incluso los ministros de Defensa o la propia excanciller Angela Merkel han oficiado la entrega de algunas de estas distinciones.

### Cruces de Honor especiales
Tanto la Cruz de Honor al Valor como las cruces bordeadas de rojo fueron aprobadas en la séptima versión del Decreto sobre la Revisión del Decreto sobre la Concesión de la Condecoración de Honor de las Fuerzas Armadas Alemanas, del 13 de agosto de 2008, donde su concesión se define como «por hechos excepcionalmente valerosos». A diferencia de las demás Cruces de Honor, no puede concederse meramente «por el cumplimiento leal del deber y logros superiores a la media» tras un determinado período de servicio. Según los procedimientos aplicables, para que un acto sea condecorado con la Cruz de Honor al Valor, «debe superarse claramente la medida normal de valor básico». La persona condecorada debe haber demostrado «un comportamiento valeroso, consciente de haber vencido el miedo ante un peligro extraordinario para la vida y la integridad física, con firmeza y tenacidad para el cumplimiento éticamente fundado de la misión militar».

## Concesiones
Desde que fueron concedidas por primera vez en 1980, decenas de miles de militares han sido condecorados con las medallas de Honor por su excelencia en el servicio. A partir de la introducción de las cruces de distintos colores en 2008 (de la serie «ordinaria»), muchos militares que cumplían con la mínima duración de servicio requerida para la concesión de las distintas modalidades han sido condecorados por servicio ejemplar. Ya que la trayectoria militar requerida para alcanzar el generalato en sí exige acciones notables (sea en el servicio y empleo que sea), prácticamente la totalidad de generales y almirantes en las distintas ramas de las fuerzas armadas llevan en su uniforme al menos una Cruz de Honor, y en la mayoría de los casos más. En total, unos 234 000 militares de todos los empleos y rangos han sido condecorados durante los más de cuatro décadas de existencia de las distintas medallas. Las Cruces de Honor de oro ordinarias, por tener como condición un período de servicio mínimo de 20 años, se suelen ver en los uniformes de oficiales y suboficiales con una larga trayectoria militar.
En cuanto a las condecoraciones por valor en el combate, el número de sus receptores ha sido, como es natural, mucho menor:
- Cruz de Honor de plata, grado especial: 371 (a mayo de 2017)
- Cruz de Honor de oro, grado especial: 146 (a mayo de 2017)
- Cruz de Honor de oro con hojas de roble (Cruz de Honor al Valor): 29 (a abril de 2023)

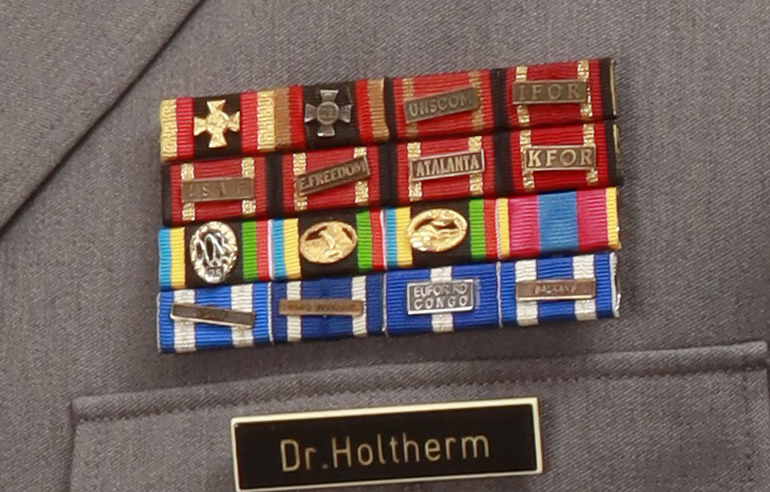
Disposición de los gafetes en el uniforme del jefe del Cuerpo Médico de la Bundeswehr, mayor general Dr. Holtherm. Se aprecian las Cruces de Honor de oro y plata.

La concesión de una condecoración no tiene como condición el otorgamiento anterior de una distinción de menor nivel; un militar puede incluso ser meritorio de una condecoración menor posterior a otra de mayor grado.

## Indumentaria
Por norma general, todas las condecoraciones tienen su propio valor inherente, por lo que todas deben lucirse juntas en el uniforme (en situaciones que requieren la presentación de medallas o gafetes). El general de brigada Jared Sembritzki —el militar de mayor rango en recibir jamás la Cruz de Honor al Valor (en 2011, siendo teniente coronel)— lleva dicha distinción junto a sus otras dos Cruces de Honor (de plata y de oro), habiendo recibido la cruz de oro en 2020, posteriormente a la recepción de condecoración máxima.
Los gafetes de todas las modalidades comparten los colores de la bandera de Alemania distribuidos simétricamente, lo mismo que la banda decorativa de la medalla (de donde se cuelga). En medio de los gafetes aparecen en miniatura las correspondientes figuras: la de una medalla (la condecoración básica), las de las distintas cruces patadas (con el marco rojo en su caso) o las hojas de laurel en oro oscuro. Si el militar lleva en su uniforme más de una raya de gafetes y distintivos, las Condecoraciones de Honor deben presentarse en la raya superior.
Aunque muchas mujeres han recibido a lo largo de los años las condecoraciones ordinarias, relativamente pocas se han visto condecoradas con las distinciones especiales. La última en recibir una Cruz de Honor especial (plata bordeada de rojo) fue la sargento mayor Jennifer Monzel, del Área de Informática y Ciberseguridad, quien durante un despliegue de su unidad en la región afectada por las inundaciones de Erfstadt de 2021, rescató a varias personas atrapadas en las zonas inundadas en condiciones desafiantes y a contrarreloj.

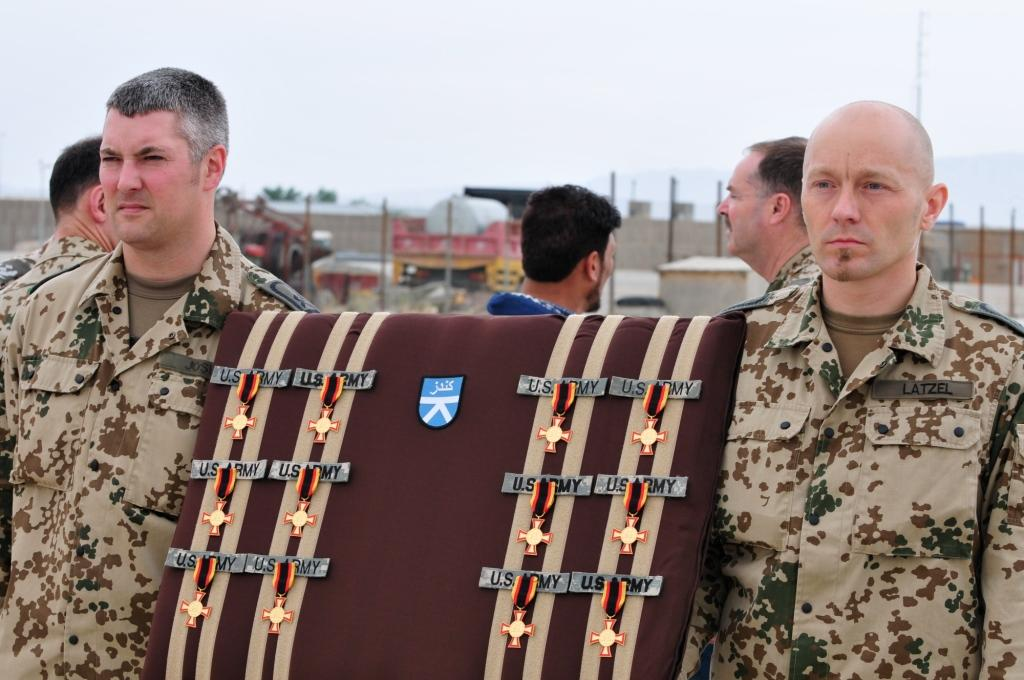
Presentación de medallas la Cruz de Honor de oro bordeado de rojo concedidas a soldados estadounidenses.

Las cruces especiales de oro pueden ser otorgadas también a militares extranjeros que han demostrado excepcional valentía en misiones compartidas con las tropas alemanas, bien salvando la vida de soldados alemanes bien logrando el objetivo bajo un inminente peligro para su propia vida. Se trata de la máxima condecoración alemana a militares de otras fuerzas armadas. En 2010, la medalla fue concedida a 14 militares estadounidenses de la 12.ª Brigada de Aviación de Combate, que el 2 de abril de ese año rescataron y evacuaron a tropas alemanas cerca de Kunduz bajo intenso fuego enemigo. Los alemanes habían caído en una emboscada tendida por unos 200 insurgentes talibanes, y a la llegada de los Black Hawk estadounidenses, once soldados alemanes habían sido heridos de gravedad (tres de ellos morirían más tarde de sus heridas).

## Debate: excelencia vs. valentía
Según el reglamento de las Condecoraciones de Honor, no existe una diferencia cualitativa entre las distinciones «ordinarias» y las «especiales» (in besonderer Ausführung; también llamadas «combativas»); el marco rojo de las cruces solo debería hacer notar que fuera concedida por actos realizados en combate, es decir, por acciones concretas sin tener que cumplir con la duración de servicio requerida para la distinción ordinaria. Con ello se pretende equiparar la excelencia en el servicio con la valentía excepcional. En los medios oficiales y los artículos de prensa no se menciona la condición especial de la medalla, siendo referidas en ambos casos como ‘Cruz de Honor de oro’ o ‘Cruz de Honor de plata’.
Sin embargo, con el tiempo se ha desarrollado en la Bundeswehr una percepción distinta de ambas modalidades, considerando las condecoraciones combativas como más meritorias. Debido a ello, se ha propuesto eliminar el marco rojo de las distinciones especiales con el fin de dejar patente que en las fuerzas armadas modernas, la excelencia es tan valiosa como la valentía. Sin embargo, esta propuesta se ha encontrado con una férrea oposición tanto entre algunos grupos parlamentarios como en las fuerzas armadas, sobre todo teniendo en cuenta que la concesión de las distinciones ordinarias es mucho más común, y que todas las fuerzas armadas tienen condecoraciones propias por valentía individual.